# Sperrminorität
Mit Sperrminorität bezeichnet man die Möglichkeit einer Minderheit, bei Abstimmungen einen bestimmten Beschluss zu verhindern, wenn  qualifizierte Mehrheiten bei der Beschlussfassung verlangt werden.

## Allgemeines
Die Sperrminorität ist insbesondere ein Fachbegriff aus dem Gesellschaftsrecht, denn bei Gesellschafterversammlungen (wie Hauptversammlungen bei der Aktiengesellschaft) können Gesellschafter (Aktionäre) bestimmte Beschlüsse nur mit Stimmenmehrheit herbeiführen. Eine Minderheit (Minorität) kann diese Beschlüsse verhindern („sperren“), wenn das Gesellschaftsrecht eine Dreiviertelmehrheit für diese Beschlüsse verlangt.

## Gesellschaftsrecht
Gesellschaft mit beschränkter Haftung
Eine Dreiviertelmehrheit ist erforderlich nach § 53 für die Änderung der Satzung.
Aktiengesellschaften
Eine Dreiviertelmehrheit ist unter anderem erforderlich nach § 103 AktG (Abberufung von Aufsichtsratsmitgliedern), § 129 AktG (Geschäftsordnung für die Hauptversammlung), § 141 AktG (Beschränkung oder Aufhebung von Vorzugsaktien), § 179 AktG (Satzungsänderung), § 182 AktG (Kapitalerhöhung), § 186 AktG (Ausschluss des Bezugsrechts), § 202 AktG (genehmigtes Kapital), § 221 AktG (Wandelanleihen), § 222 AktG (Kapitalherabsetzung), § 262 AktG (Liquidation) oder § 319 AktG (Eingliederung).
In diesem Fall spricht man von einer Sperrminorität, wenn einzelne Aktionäre mehr als 25 % und weniger als 50 % der Aktien besitzen. Eine faktische Sperrminorität liegt vor, wenn sich bei einer Aktiengesellschaft zumindest ein Teil des Grundkapitals in Streubesitz befindet, die Präsenz auf der Hauptversammlung deshalb unter 100 % liegen kann und infolgedessen auch bereits unter 25 % Sperrrechte zustande kommen.
Genossenschaften
Bei Genossenschaften sieht insbesondere § 16 GenG mehrere Anlässe für Dreiviertelmehrheiten vor, die durch Sperrminoritäten verhindert werden können.
Vereine
Vereine können Satzungsänderungen (§ 33 BGB) oder ihre Liquidation (§ 41 BGB) nur mit Dreiviertelmehrheit beschließen.

Kommt in diesen Fällen die Sperrminorität vollständig zur Geltung, können die vorgesehenen Beschlüsse verhindert werden.

## Politik
Die Sperrminorität ist in der Politik ein Mittel der Legislative zur Berücksichtigung von qualifizierten Minderheiten. 

### Europäische Union
Die Sperrminorität ist hier die Möglichkeit, dass eine Minderheit von EU-Mitgliedstaaten im Rat der Europäischen Union eine konkrete Beschlussfassung – mit dem Inkrafttreten des Prinzips der doppelten Mehrheit – verhindert. Sie dient dazu, eine mögliche Dominanz großer Staaten zu verhindern bzw. vitale Interessen einer Minderheit von Staaten zu sichern. Nach dem Vertrag von Lissabon sind bei Beschlussfassungen mit qualifizierter Mehrheit mindestens vier Mitglieder des Rates mit mehr als 35 % (Vorschlag des Hohen Vertreters) bzw. 45 % (Vorschlag der EU-Kommission) Anteil an der EU-Bevölkerung zur Bildung einer Sperrminorität erforderlich.

### Deutschland
In vielen Landtagen und auch im Bundestag wird mit einem Drittel der Stimmen die Sperrminorität erreicht. Mit dieser können einzelne Fraktionen oder mehrere gemeinsam Entscheidungen blockieren, bei denen eine qualifizierte Mehrheit (eben zwei Drittel) erforderlich ist, wie etwa bei Verfassungsänderungen, besonders gewichtigen Gesetzesänderungen und Nominierungen von Verfassungsrichtern.